# The Fortune Hunters of Hicksville
The Fortune Hunters of Hicksville è un cortometraggio muto del 1913 diretto e interpretato da Robert Thornby con la sceneggiature di Hanson Durham:

## Produzione
Il film fu prodotto dalla Vitagraph Company of America.

## Distribuzione
Distribuito dalla General Film Company, il film - un cortometraggio in una bobina - uscì nelle sale cinematografiche statunitensi il 4 agosto 1913. Nelle proiezioni, veniva programmato con il sistema dello split reel, accorpato in un'unica bobina con un altro cortometraggio prodotto dalla Vitagraph, il documentario The Celestial Republic.